# ملکوت غایات
ملکوت غایات یا قلمروی غایات (به آلمانی: Reich der Zwecke) یک آزمایش فکری در فلسفهٔ اخلاقِ ایمانوئل کانت است. کانت این مفهوم را در کتاب بنیاد مابعدالطبیعهٔ اخلاق معرفی کرد و بر اساس آن با همهٔ انسان‌ها به‌عنوان غایت رفتار می‌شود، نه فقط به‌عنوان وسیله‌ای برای رسیدن به اهدافِ سایر افراد.